# Vlag van Meta

Vlag van Meta

De vlag van Meta werd officieel aangenomen op 2 juli 1970 en bestaat uit negen witte en negen groene horizontale banen. Alle banen zijn even hoog. Het aantal van achttien strepen symboliseert het feit dat Meta op 1 juli 1960 het achttiende departement van Colombia werd.